# Dawu (socken i Kina, Hunan)
Dawu (kinesiska: 大屋, 大屋瑶族乡) är en socken i Kina. Den ligger i provinsen Hunan, i den södra delen av landet, omkring 250 kilometer sydväst om provinshuvudstaden Changsha. Antalet invånare är 4607. Befolkningen består av 2 138 kvinnor och 2 469 män. Barn under 15 år utgör 20,0 %, vuxna 15-64 år 68 %, och äldre över 65 år 10,0 %.
Genomsnittlig årsnederbörd är 1 796 millimeter. Den regnigaste månaden är juni, med i genomsnitt 269 mm nederbörd, och den torraste är december, med 62 mm nederbörd.